# Thích Thanh Từ
Hòa thượng (HT) Thích Thanh Từ (thế danh Trần Hữu Phước, sinh ngày 24 tháng 7 năm 1924 (Giáp Tý) là thiền sư; nhà khảo cứu, thông dịch và giảng giải các kinh luận Phật học người Việt Nam. Trưởng lão Hòa thượng Thích Thanh Từ hiện là Phó Pháp chủ Hội đồng chứng minh Giáo hội Phật giáo Việt Nam.
Ông được biết đến là người phục hưng dòng thiền Trúc Lâm Yên Tử cùng nhiều ấn phẩm về thiền.

## Tuổi thơ
Thiền Sư Thích Thanh Từ tên khai sinh Trần Hữu Phước, sau đổi thành Trần Thanh Từ, sinh ngày 24 tháng 7 năm 1924 (Giáp Tý) tại ấp Tích Khánh, làng Tích Thiện, tỉnh Cần Thơ (nay là tỉnh Vĩnh Long). Cha của ông là Trần Văn Mão, mẹ là Nguyễn Thị Đủ. Sau khi trải nghiệm ba tháng làm công quả tại chùa Phật Quang, xứ Bang Chang, Trà Ôn, vào ngày 15 tháng 7 năm 1949 (Kỷ Sửu), HT Thích Thiện Hoa đã thế phát xuất gia cho ông với pháp danh Thanh Từ.

## Học Phật tại các Phật học đường
- Năm 1949-1950: Học Sơ đẳng Phật học tại Phật Học Đường Phật Quang.
- Năm 1951-1952: Học Trung đẳng Phật học tại Chùa Phật Quang và Chùa Phước Hậu. Thọ giới Sa Di do tổ Khánh Anh làm Hòa thượng Đàn Đầu.
- Năm 1953-1954: Học Trung đẳng tại Phật học Đường Nam Việt, Chùa Ấn Quang. Thọ giới Cụ túc tại chùa Ấn Quang do tổ Huệ Quang làm Hòa thượng.
- Năm 1954-1959: Học Cao đẳng Phật Học tại Phật Học Đường Nam Việt.

## Các vai trò đã qua
Năm 1960-1966: Thiền Sư Thích Thanh Từ đã giữ các chức vụ trong Ban Hoằng pháp Giáo hội Tăng già Nam Việt như sau
- Phó vụ trưởng Phật học vụ, sau đó là Vụ trưởng Phật học vụ.
- Quản viện kiêm giáo sư Phật Học viện Huệ Nghiêm.
- Giảng sư các phật học đường Dược Sư, Từ Nghiêm.
- Giảng sư Đại Học Vạn Hạnh.
- Tháng 11 năm 2017, Đại hội Đại biểu Phật giáo toàn quốc Giáo hội Phật giáo Việt Nam lần thứ VIII đã suy tôn Trưởng lão Hòa thượng Thích Thanh Từ vào ngôi vị Phó pháp chủ Hội đồng Chứng minh Giáo hội Phật giáo Việt Nam.

## Nhập thất và phát triển Thiền tông
- Năm 1966-1968, Thiền Sư Thích Thanh Từ xin phép Hòa thượng Bổn sư được nghỉ việc Giáo hội, tìm chỗ ẩn tu tại núi Tương Kỳ tại Vũng Tàu, dựng Pháp Lạc Thất dốc chí tu hành cho đến sáng đạo.
- Mùng 8 tháng 12 năm Mậu Thân, Thích Thanh Từ ra khỏi thất và tuyên bố "đã đến lúc làm Phật sự".
- Năm 1970: Thành lập Tu Viện Chơn Không trên núi Tương Kỳ, Vũng Tàu, mở khóa tu Thiền đầu tiên với 10 thiền sinh.
- Năm 1974: Thành lập Thiền Viện Bát Nhã và Linh Quang cũng tại Vũng Tàu.
- Năm 1975 trở đi: Phát triển các Thiền Viện mang tên CHIẾU: Thường Chiếu (1974), Viên Chiếu (1975), Huệ Chiếu (1979), Linh Chiếu (1980), Phổ Chiếu (1980), Tịch Chiếu (1987), Liễu Đức (1986).
- Năm 1993: Thành lập Thiền Viện Trúc Lâm Phụng Hoàng trên núi Phụng Hoàng, Đà Lạt.
- Năm 2002: Trùng tu Chùa Lân, lập thành thiền Viện Trúc Lâm Yên Tử.
- Năm 2005, dựng lập Thiền viện Trúc Lâm Tây Thiên.

Đến năm 2013, Thiền Sư Thích Thanh Từ đã xây dựng trên 60 Thiền Viện, Thiền Tự và trên 100 đạo tràng học Phật tu Thiền theo thiền phái Trúc Lâm Việt Nam.

## Phát triển thiền tông ở Hải ngoại
- Tại Hoa Kỳ: Lập hơn 10 thiền Viện, thiền tự.
- Tại Canada: Lập 2 thiền viện.
- Tại Pháp: Lập 1 thiền tự.
- Tại Úc: Lập 5 thiền tự.

## Du hóa khắp nơi
Thiền Sư Thích Thanh Từ đã đến các nước: Campuchia (1956), Ấn Độ, Sri Lanka, Nhật Bản (1965), Trung Quốc (1993), Pháp (1994, 2002), Thụy Sĩ (1994), Canada (1994, 2002), Indonesia (1996), Hoa Kỳ (1994, 2000, 2001, 2002), Úc Châu (1996, 2002). Đã quy y từ 1970-2003 tại Việt Nam: 75260 Phật tử, tại các nước ngoài: 9600 Phật tử. Tổng số: 84860.

## Tác phẩm

### Kinh
- Bát-nhã Tâm Kinh giảng giải (1998)
- Kinh Bát Đại Nhân Giác giảng giải (1997)
- Kinh Bát-nhã giảng giải (2000)
- Kinh Diệu Pháp Liên Hoa giảng giải (1993/2000)
- Kinh Kim Cang giảng giải (1997)
- Kinh Lăng-già Tâm Ấn (dịch 1993/1997)
- Kinh Thập Thiện giảng giải (1993/1998)
- Kinh Viên Giác giảng giải (2000)

### Luận
- Bích Nham Lục (dịch 1995/2002)
- Kinh Pháp Bảo Đàn giảng giải (1993/1999)
- Thiền Căn Bản (dịch 1993/1999) (Pháp Yếu Tu Tập Tọa Thiền Chỉ Quán (dịch 1963), Tọa Thiền Tam-muội (dịch 1961) Lục Diệu Pháp Môn (dịch 1962)
- Thiền Đốn Ngộ (dịch 1973/1999) (Thiền Tông Vĩnh Gia Tập (dịch 1974), Đốn Ngộ Nhập Đạo Yếu Môn (dịch 1971), Truyền Gia Bảo Thiền Tông Trực Chỉ, Tọa Thiền Dụng Tâm Ký, Tham Thiền Yếu Chỉ (dịch 1962)
- Thiền Sư Thần Hội giảng giải (2001/2002) Hiển Tông Ký (dịch và giảng 1993)

### Sách viết về thiền
- Thiền Tông Việt Nam Cuối Thế Kỷ 20 (1992/1998)
- Thiền sư Việt Nam (1991/1995/1999).

## Thiền viện
Các thiền viện sau đây chính thức được Thiền Sư Thích Thanh Từ thành lập, làm nơi giáo hóa và hướng dẫn tu hành: ( số liệu này là chưa chính thức, còn được cập nhật về sau)
- Thiền viện Chân Không, núi Tương Kỳ - Vũng Tàu, thành lập vào ngày 15 tháng 4 năm 1971; dời về Thường Chiếu năm 1986, được phép tái thiết năm 1995.
- Thiền viện Thường Chiếu, Long Thành - Đồng Nai, thành lập tháng 8 năm 1974.
- Thiền viện Viên Chiếu, Long Thành - Đồng Nai, thành lập tháng 4 năm 1975.
- Thiền viện Huệ Chiếu, Bà Rịa - Vũng Tàu, thành lập tháng 4 năm 1979.
- Thiền viện Linh Chiếu, Long Thành - Đồng Nai, thành lập tháng 2 năm 1980.
- Thiền viện Phổ Chiếu, Bà Rịa - Vũng Tàu, thành lập tháng 6 năm 1980.
- Thiền viện Tịch Chiếu, Long Hải, thành lập tháng 7 năm 1987.
- Thiền viện Liễu Đức, Long Thành - Đồng Nai.
- Thiền viện Trúc Lâm Đà Lạt, thành lập tháng 4 năm 1993.
- Chùa Lân - Thiền viện Trúc Lâm Yên Tử, 2002.
- Thiền viện Trúc Lâm Tây Thiên, Xã Đại Đình, huyện Tam Đảo, tỉnh Vĩnh Phúc, thành lập ngày 27 tháng 11 năm 2005
- Thiền viện Tuệ Quang, Linh Trung, Thủ Đức, Thành phố Hồ Chí Minh.
- Thiền viện Hương Hải, Long Thành - Đồng Nai.
- Thiền viện Đạo Huệ, Long Thành - Đồng Nai.
- Thiền viện Tuệ Thông, Long Thành - Đồng Nai.
- Thiền viện Đại Đăng, Bonsall, California, Hoa Kỳ, thành lập năm 2001.
- Thiền viện Quang Chiếu, Fort Worth, Texas, Hoa Kỳ, thành lập năm 2000.
- Thiền viện Bồ Đề, Boston, Hoa Kỳ, thành lập năm 2006.
- Thiền viện Diệu Nhân, Sacramento, California, Hoa Kỳ, thành lập năm 2002.
- Thiền tự Vô Ưu, San Jose, California, Hoa Kỳ.
- Thiền viện Trúc Lâm Minh Chánh, Renton, Washington, Hoa Kỳ, thành lập năm 2003.
- Thiền viện Chánh Tâm, Anaheim, California, Hoa Kỳ.
- Thiền viện Trúc Lâm Hoa Từ Mesa, Arizona, Hoa Kỳ.
- Thiền viện Chân Giác, Fullerton, California, Hoa Kỳ.
- Thiền viện Chân Tâm, Oklahoma City, Oklahoma, Hoa Kỳ.
- Thiền tự Đạo Viên, Québec, Canada, thành lập năm 2002.
- Thiền tự Thường Lạc - Pháp.
- Thiền tự Pháp Loa - Úc.
- Thiền tự Hiện Quang - Úc.
- Thiền tự Hỷ Xả - Úc.
- Thiền viện Tiêu Dao - Úc.
- Thiền tự Tuệ Căn - Úc.
- Thiền viện Trúc Lâm Trí Đức - Xã An Phước, huyện Long Thành, tỉnh Đồng Nai. Khánh thành ngày 16 tháng 1 năm 2011
- Thiền Viện Phúc Trường - Tp.Thủ Dầu Một. Lạc thành ngày 16/05/2013
- Thiền Viện Trúc Lâm Thanh Nguyên - xã Tam Lập, huyện Phú Giáo, tỉnh Bình Dương. khánh thành ngày 7/09/2014
- Từ Đường Trúc Lâm - xã Tích Thiện, huyện Trà Ôn, tỉnh Vĩnh Long. khánh thành ngày 23/11/2015...